# Klasyfikacja wiedeńska
Klasyfikacja wiedeńska (ang. International Classification of the Figurative Elements of Marks, Międzynarodowa klasyfikacja elementów graficznych znaków) – klasyfikacja zarządzana przez Światową Organizację Własności Intelektualnej, utworzona w celu klasyfikacji elementów graficznych znaków towarowych, które posiadają elementy graficzne (znaki słowno-graficzne, znaki graficzne).

## Zastosowanie
Kraje – strony Porozumienia wiedeńskiego z 12 czerwca 1973, w tym Polska, stosują klasyfikację wiedeńską do oznaczania elementów graficznych udzielonych znaków towarowych.
Istnieją dwie oficjalne wersje językowe klasyfikacji – angielska i francuska. Urząd Patentowy Rzeczypospolitej Polskiej udostępnia tłumaczenie klasyfikacji na j. polski.